# Еврійська соборна мечеть
Еврійська соборна мечеть (фр. Mosquée d'Évry-Courcouronnes) — мечеть в Еврі (департамент Ессонн, Франція). Є однією з найбільших мечетей у Європі. При мечеті є культурний центр.

## Історія
Будівництво розпочато на початку 1980-х, але через мізерне фінансування затихло. Скромні результати цих зусиль спричинили пошук додаткового фінансування від країн Перської затоки. Саудовський Шейх Акрам Ааджа виділив потрібну кількість коштів, і питання з пошуком фінансування було закрите.
У 1984 закладено перший камінь, і будівельні роботи почалися в 1985. Внутрішнє художнє оформлення фінансував фонд Хасана II.
Мечеть відкрита через десять років, у 1995. Це була робота архітектора Генрі Бодота, який збудував кілька будівель в Алжирі та Тунісі.